# خوسه آنتونیو ردوندو
خوسه آنتونیو ردوندو (اسپانیایی: José Antonio Redondo‎؛ زادهٔ ۵ مارس ۱۹۸۵) دوچرخه‌سوار اهل اسپانیا است.